# A5 (Kasachstan)
Die A5 ist eine Fernverkehrsstraße im Südosten von Kasachstan. Sie führt von West nach Ost und beginnt in Aksay. Nach einer Strecke von 160 km endet sie an der Grenze zu China.

## Straßenbeschreibung
Die A5 zweigt in Aksay von der A6 ab, die von Almaty, der ehemaligen Hauptstadt Kasachstans, her führt. Die A5 führt nach Nordosten durch eine trockene Steppe zur Stadt Schonschy. Dort wendet sie sich an der Kreuzung mit der R352, die eine Verbindung zur A2 darstellt, nach Osten. Die Straße ist asphaltiert und führt nach Kolzhat und von dort zur Grenze zu China. Die Fortsetzung auf der chinesischen Seite wird als S313 geführt und geht weiter nach Ili.

## Geschichte
Die Strecke folgt der alten Route der A352, eine Bezeichnung aus der Sowjetunion, die nach deren Fall für noch für 20 Jahre verblieb. Im Jahre 2011 bei der Neugliederung der kasachischen Fernstraßen wurde die derzeitige Bezeichnung vergeben.

## Städte entlang der Route
- Aksay
- Schonschy
- Kolzhat